# Hedda Stiernstedt
Hedda Stiernstedt (Stockholm, 3 december 1987) is een Zweeds actrice.

## Biografie
Stiernstedt is de dochter van Jöran Modéer, een schilder, en barones Metta Stiernstedt. Langs haar moeders kant is ze een afstammeling van de Zweedse filosoof, dichter en componist Erik Gustaf Geijer.
Ze is het meest bekend om haar hoofdrol als Nina Löwander in de serie Vår tid är nu, internationaal bekend als The Restaurant. Ze speelde deze rol van 2017 tot 2020. 